# Поминик
Поминик (до 1941 року — Помийник; в 1941—2016 — Вікторівка) — село в Україні, в Маньківській селищній громаді Уманського району Черкаської області. Розташоване за 8 км на південний захід від селища Маньківка, за 4,5 км від залізничної станції Поташ та за 7,5 км від автошляху М05. Населення становить 1 129 осіб (станом на 2005 рік).

## Історія
Село вперше згадується у зв'язку із закладанням 14 листопада 1751 року церкви Різдва Божої Матері, освяченої греко-католицьким протопопом Василем Кремезовичем, її приєднано до православ'я 1772 року.
У 1775 році в селі було 170 хат і дворів. У 1768 році тут нараховувалося 182 господарств, а 1783 — лише 145 дворів, у яких проживало 975 чоловіків і жінок.
У польськомовному оригіналі презенти (документа, яким пан дозволяв його власникові посісти парафіяльний уряд), наданій Ф. С. Потоцьким священикові Ігнатові Пшевроцькому (Перевроцькому), датованій 23 серпня 1754 року, це поселення назване в перекладі «слобода Поминик».
Село було засновано незадовго перед тим на давньому татарському шляху. Цей шлях, що тягнувся з Тального, це одне з відгалужень Великого Чорного шляху, який звався Кривошарівським і згаданий у 1609 році під час надання Уманській пустелі В. О. Калиновському.
Перша згадка новоосадженого села стосується призначення на посаду пароха місцевої церкви на честь Різдва Пресвятої Богородиці священика Ігната Превороцького, який походив з міста Борщів на Тернопільщині й народився в 1726 році.
В архівних джерелах ця слобода й згадується спершу як Поминник. Упродовж другої половини XVII століття, а надто — після приєднання українських земель до Російської імперії, ця назва — у зв'язку із співзвучністю з російським словом «помойник» — і перейшла від назви річки на йменування села як Помийник.
У 1795 році тут проживало 408 чоловік і 377 жінок, а також було — 115 хат, два водяних млини, церква, фільварок.
22 березня 1833 року за участь у польському повстанні 1830—1831 років володіння (зокрема й Помийник) графа Потоцького забрані до скарбниці. Як і по всій Маньківщині, тут впроваджено військове поселення — село стало належати до другого військового округу; у 1857 році військові поселення було скасовано.
27 вересня 1860 року в селі відкрито волосну школу, у якій навчалися місцеві діти та з навколишніх сіл. 1902 року збудовано спеціальне приміщення церковнопарафіяльної школи на дві класні кімнати.

У 1864 році про це поселення у своїй книзі «Сказання о населенных местностях Киевской губернии» Лаврентій Похилевич занотовує:
|  | Помийник, село при ручье текущем в реку Бабанка, в 5-ти верстах от села Краснополки и в 6-ти от Цыбермановки и Маньковки. Жителей обоего пола 1040. Церковь Богородичная, деревянная, построена 1767 года; земли имеет десятини. Жалованья причту назначено 194 рубля. К Помойницкому приходу причислено село Подобное. |

У 1866 році село перетворено на волосний центр, розпочалося зведення приміщення нової церкви, яке завершилося 1890 року. 1891 року під час пожежі в селі згоріло 17 селянських дворів.
У 1900 році село нараховувало 367 дворів; число мешканців: чоловіків — 835, жінок — 838. Селянам належало 2400 десятин землі, церкві — 53; у селі діяло: 2 водяних млини та 12 вітряків, 4 кузні, казенна винна крамниця та хлібний магазин. Для віруючих відкрита церква, діти навчалися в церковнопарафіяльному училищі. Оброчну статтю прибутків становив рибний ставок, що приносив громаді 60 карбованців на рік.
У 1902 році в селі зведено спеціальне приміщення церковнопарафіяльної школи на дві класні кімнати. Для освітньої новобудови селянин здавав 50 копійок із кожної десятини землі. У школі викладали предмети — в основному Закон Божий та початкову — з мови і граматики — два вчителі, які навчали 129 дітей.
У 1905 році село Помийник відносилося до Краснопільської волості, Уманського повіту Київської губернії, у землекористуванні населення було 2453 десятини; на той час тут було 417 дворів.
У 1913 році тут мешкало 1915 осіб; діяла церковнопарафіяльна школа. Продажем та виробництвом товарів та послуг займалися: винна лавка, магазин мануфактури та обслуговував населення млин.
У 1930 році, під час примусової колективізації, засновано ТСОЗ (товариство спільного обробітку землі) імені Тараса Шевченка, головою обрано Віктора Семеновича Близнюка. 27 липня того ж року його вбито на засіданні правління пострілом через шибку.

Пам'ятник із жорен на території цвинтаря на вшанування односельців, загиблих від Голодомору. Єдиний в своєму роді. Автор: Олексій Коваленко.

Під час Голодомору 1932—1933 років, тільки за офіційними даними, від голоду померло 405 мешканців села.
У 1936 році колгосп назвали іменем В. С. Близнюка, а 9 квітня 1941 року село перейменовано на Вікторівку на честь Віктора Близнюка.
278 жителів села воювали на фронтах Другої світової війни, з них — 141 солдат загинули на полях битв, 137 із яких удостоєні державних нагород.
8 березня 1944 року об 11 годині вечора радянські війська 936-го Червонопрапорного ордена Суворова стрілецького полку під командуванням Героя Радянського Союзу Г. Ф. Короленка та за участі солдатів 928 стрілецькою полісу розпочали відвоювання Вікторівки від нацистських окупантів. Наступного дня до третьої години дня операція була завершена.
У 1959 році на Братській могилі воїнів, які загинули під час відвоювання села, встановлено пам'ятник, у 1964 році — обеліск Слави.
У 1966 році відкрито пам'ятник першому голові колгоспу В. Близнюку (скульптор С. Грабовський).
Станом на 1972 рік колгосп ім. В. С. Близнюка мав в користуванні 2146,3 га сільськогосподарських угідь, у тому числі 1968 га орної землі. Господарство спеціалізувалось на відгодівлі свиней. Працювали млин, ремонтна майстерня, пилорама. В 1967 році колгосп був нагороджений орденом Трудового Червоного Прапора. В 1970 році господарство було нагороджене Почесною Грамотою ЦК КПРС, того ж року йому присвоєне звання колгоспу високої культури землеробства.
1 травня 1977 року на кошти колгоспу споруджено приміщення двоповерхової середньої школи.
Травень 2003 року — відкриття після реконструкції та освячення церкви Різдва Пресвятої Богородиці.
У 2016 році в процесі декомунізації селу було повернуто історичну назву Поминик. Проте місцеві жителі вважають цю назву неблагозвучною й навіть образливою, тому територіальною громадою на загальних зборах громадян було ініційоване перейменування села. 13 березня 2018 року комітет Верховної Ради України з питань будівництва, регіональної політики та місцевого самоврядування розглянув на своєму засіданні подання Черкаської обласної ради та рекомендував прийняти за основу та в цілому проєкти Постанови Верховної Ради про перейменування села Поминик на село Калинівка.
Біля села виявлено залишки трипільської, чорноліської та черняхівської культур, височать два кургани.
У дорожніх замітках В. Стефановича записано що, поблизу села, що в напрямку села Старі Бабани, знайдено археологами скелет у металевій кільцевій кольчузі.
У селі накопано близько двохсот криниць і звідти беруть воду сільчани. Найглибша — на кутку Гурджіївка 32 метри. Найдавніша, як розповідають старожили, якій уже за сто років, була криниця в обійсті І. І. Тарасюня.

## Населення

### Мова
Розподіл населення за рідною мовою за даними перепису 2001 року:
| Мова            | Кількість | Відсоток |
| --------------- | --------- | -------- |
| українська      | 1181      | 98.33%   |
| російська       | 15        | 1.25%    |
| вірменська      | 4         | 0.33%    |
| інші/не вказали | 1         | 0.09%    |
| Усього          | 1201      | 100%     |

## Відомі люди
У селі народилися:
- Кобець Семен Павлович (* 15 лютого 1922 — † 24 листопада 1973) — Герой Радянського Союзу[6];
- Маляренко Василь Тимофійович — Голова Верховного Суду України (2002—2006)

працювали:
- Гиндич Трохим Олександрович — Герой Соціалістичної Праці.
- Коваленко Олексій Іванович — скульптор-самоучка, автор оригінальних пам'ятників на території села, району

## Галерея

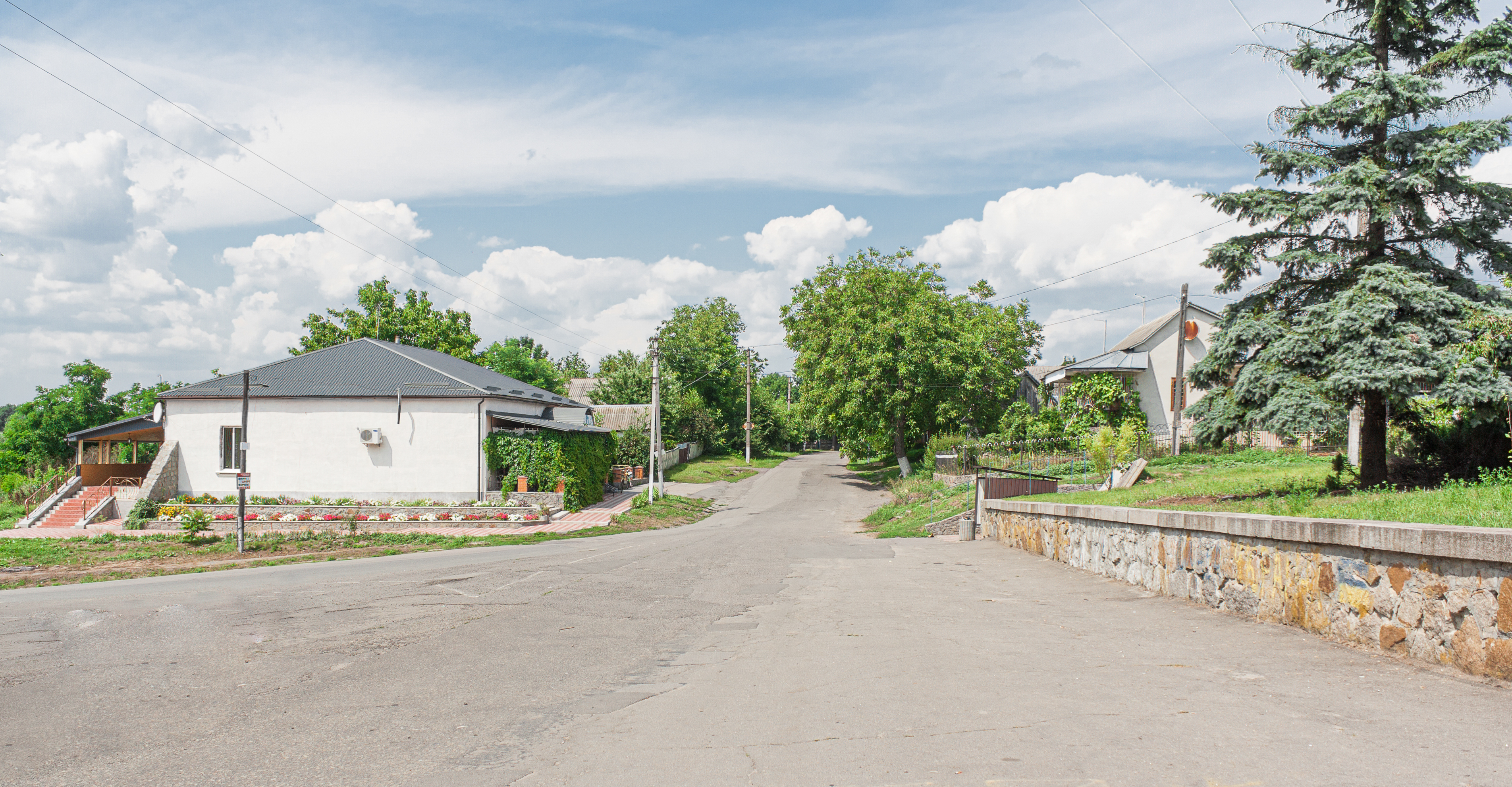
Центр села
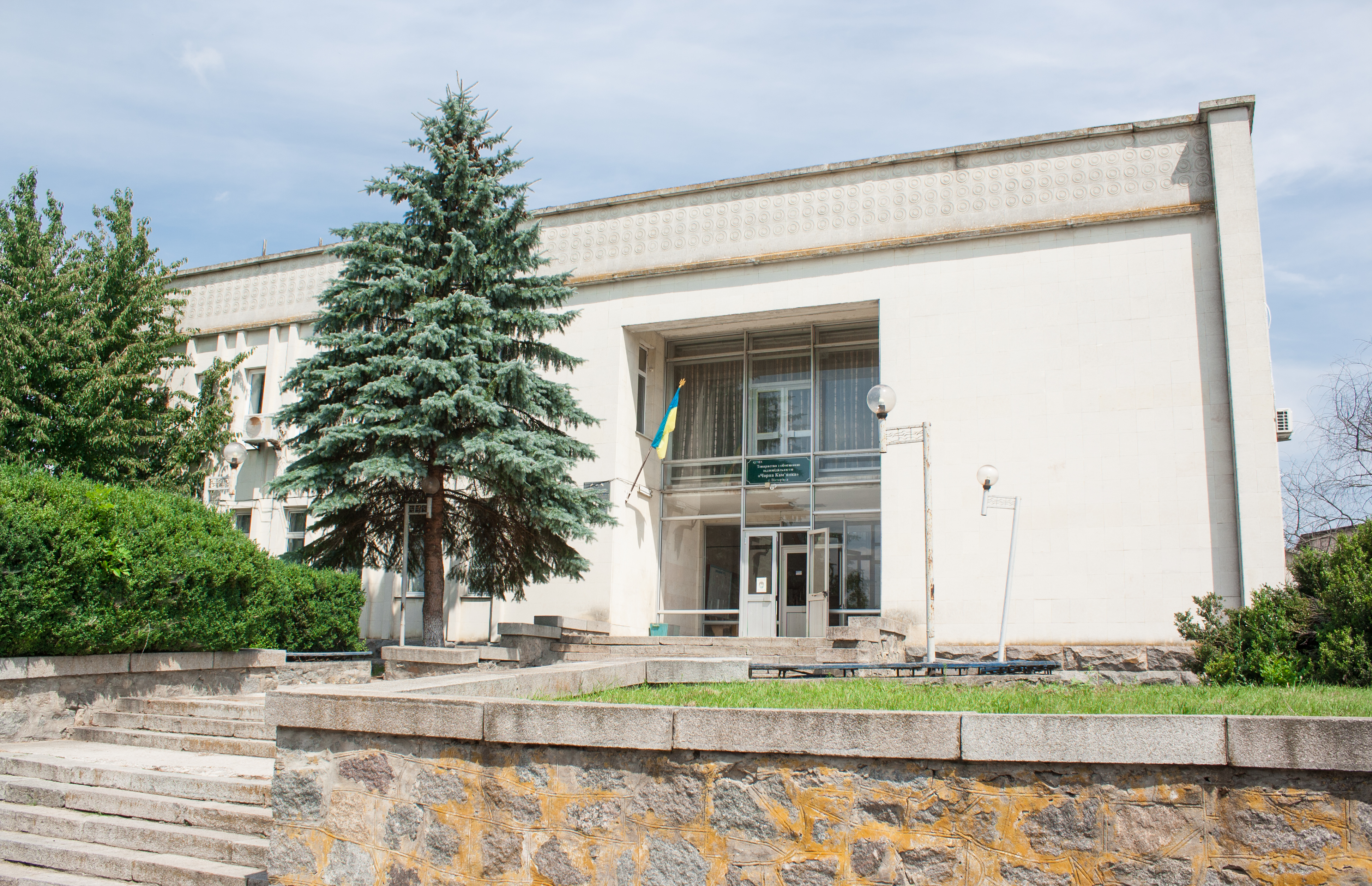
Старостинський округ
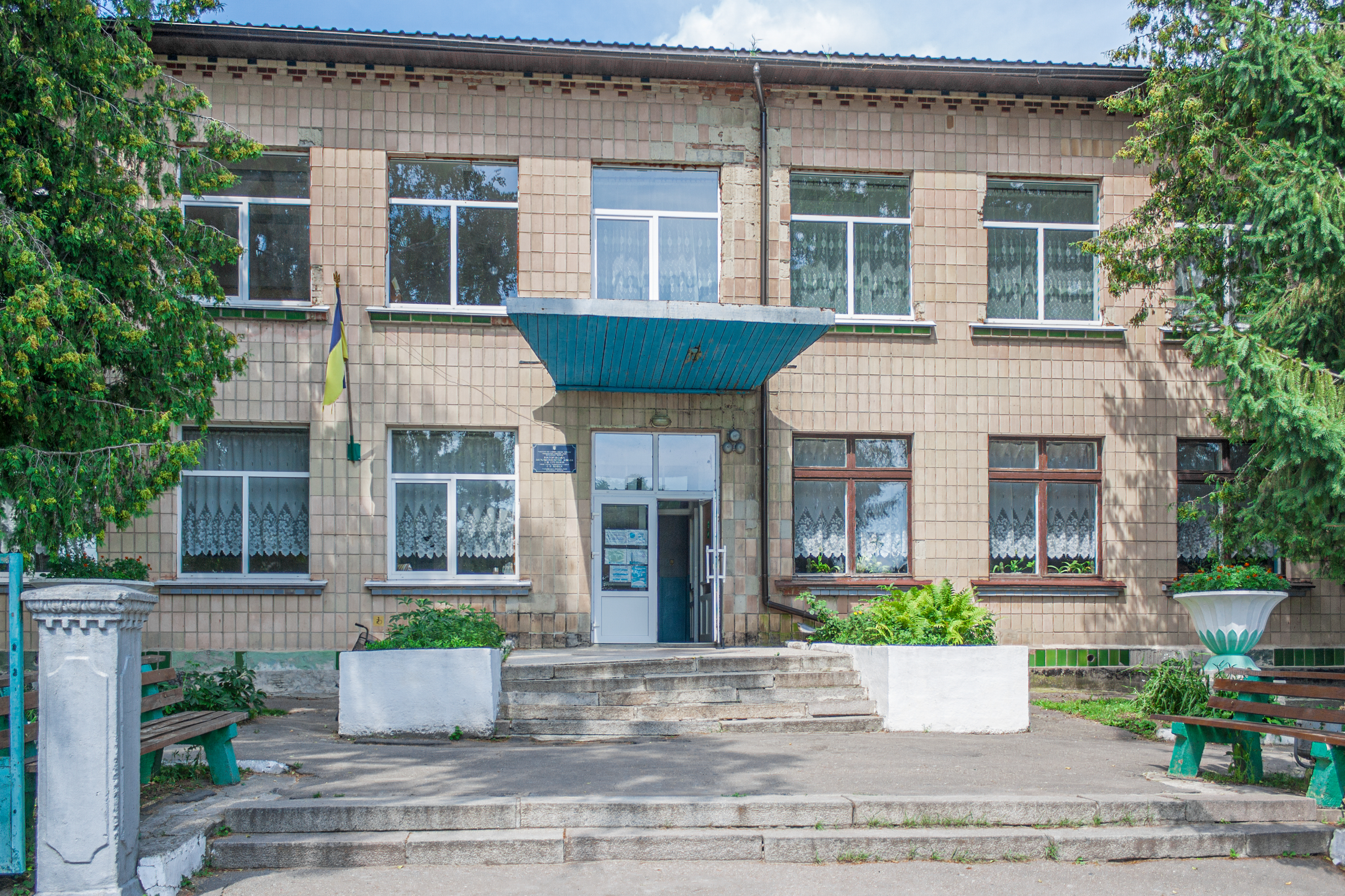
Школа
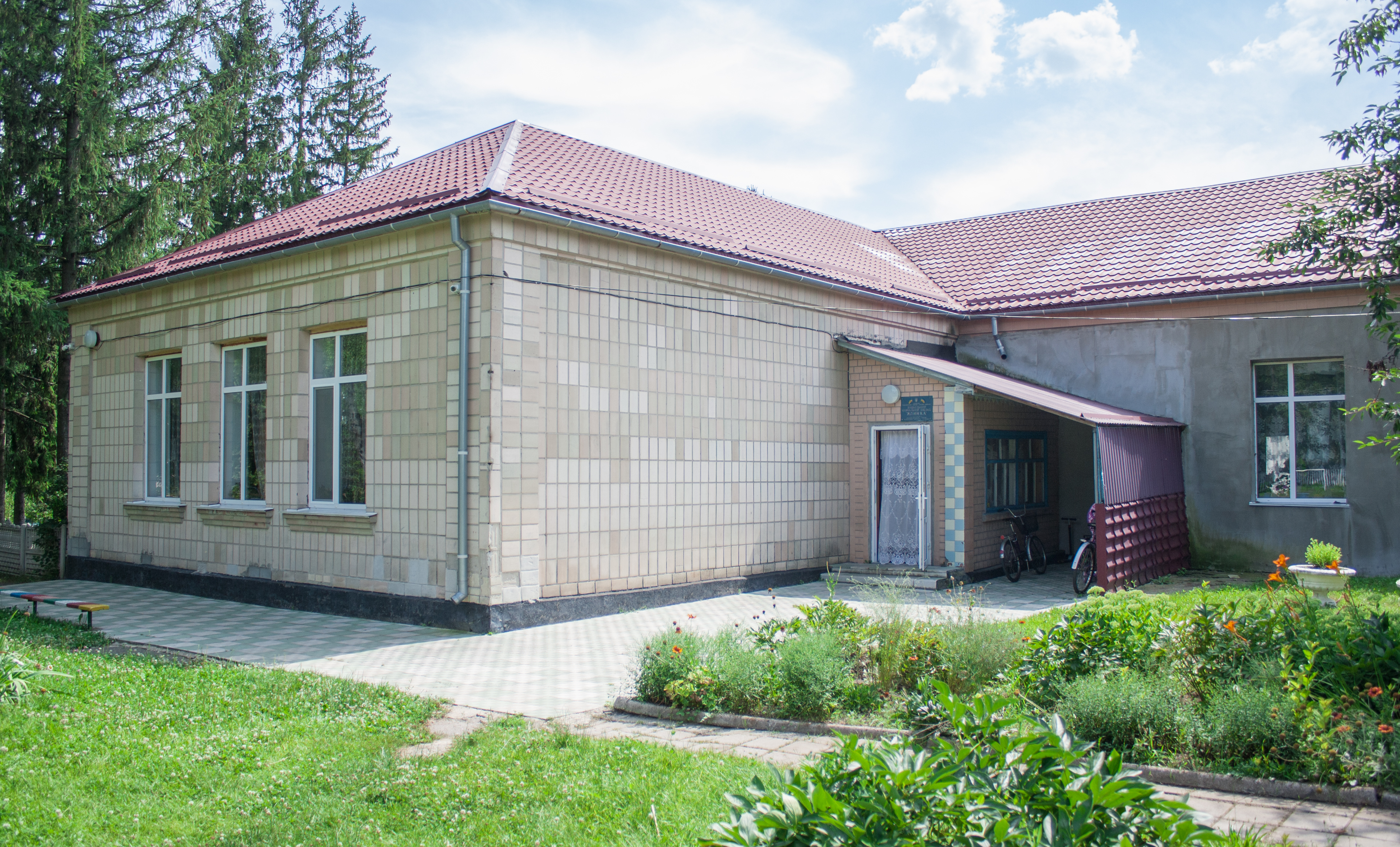
Дитсадок
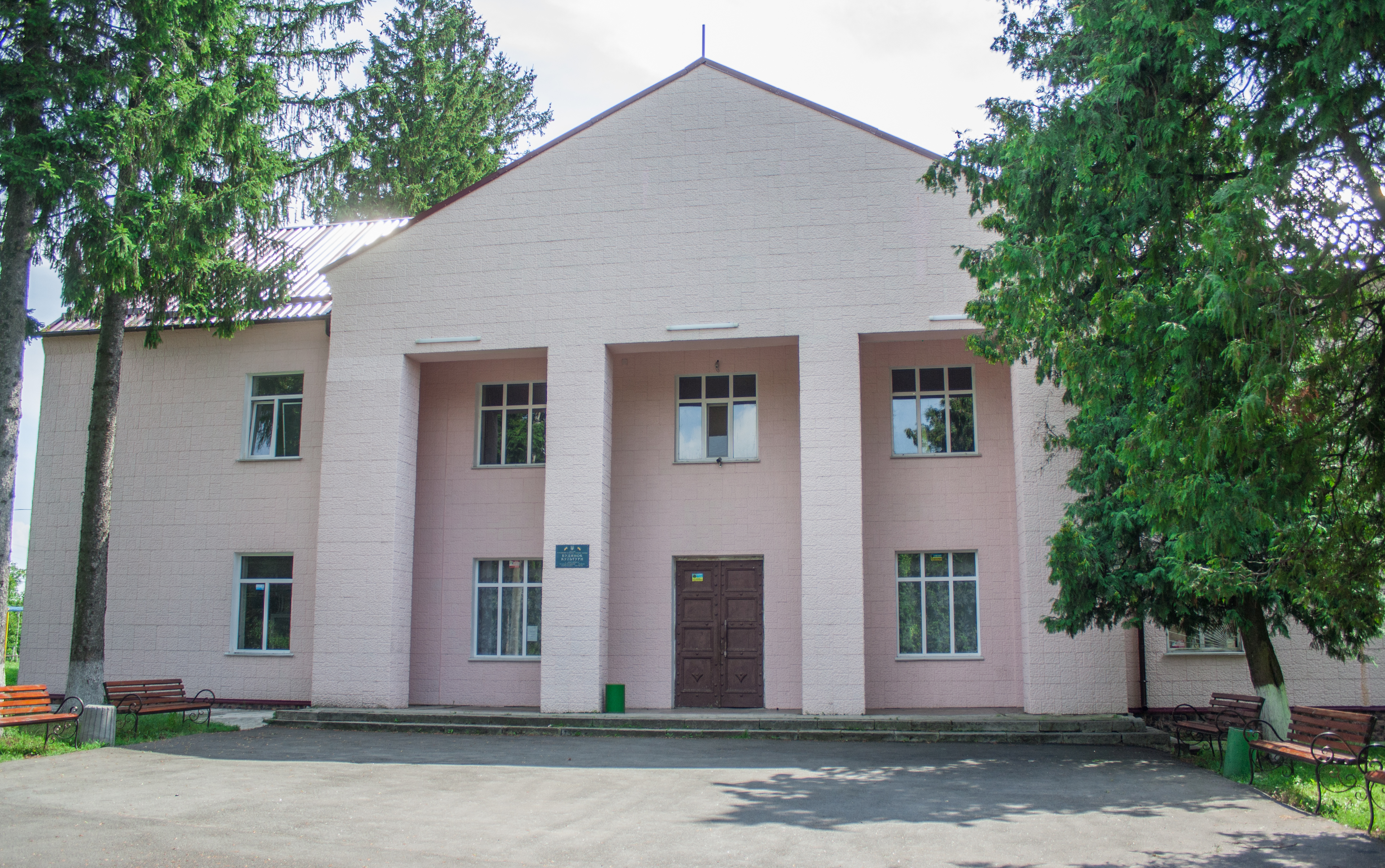
Будинок культури
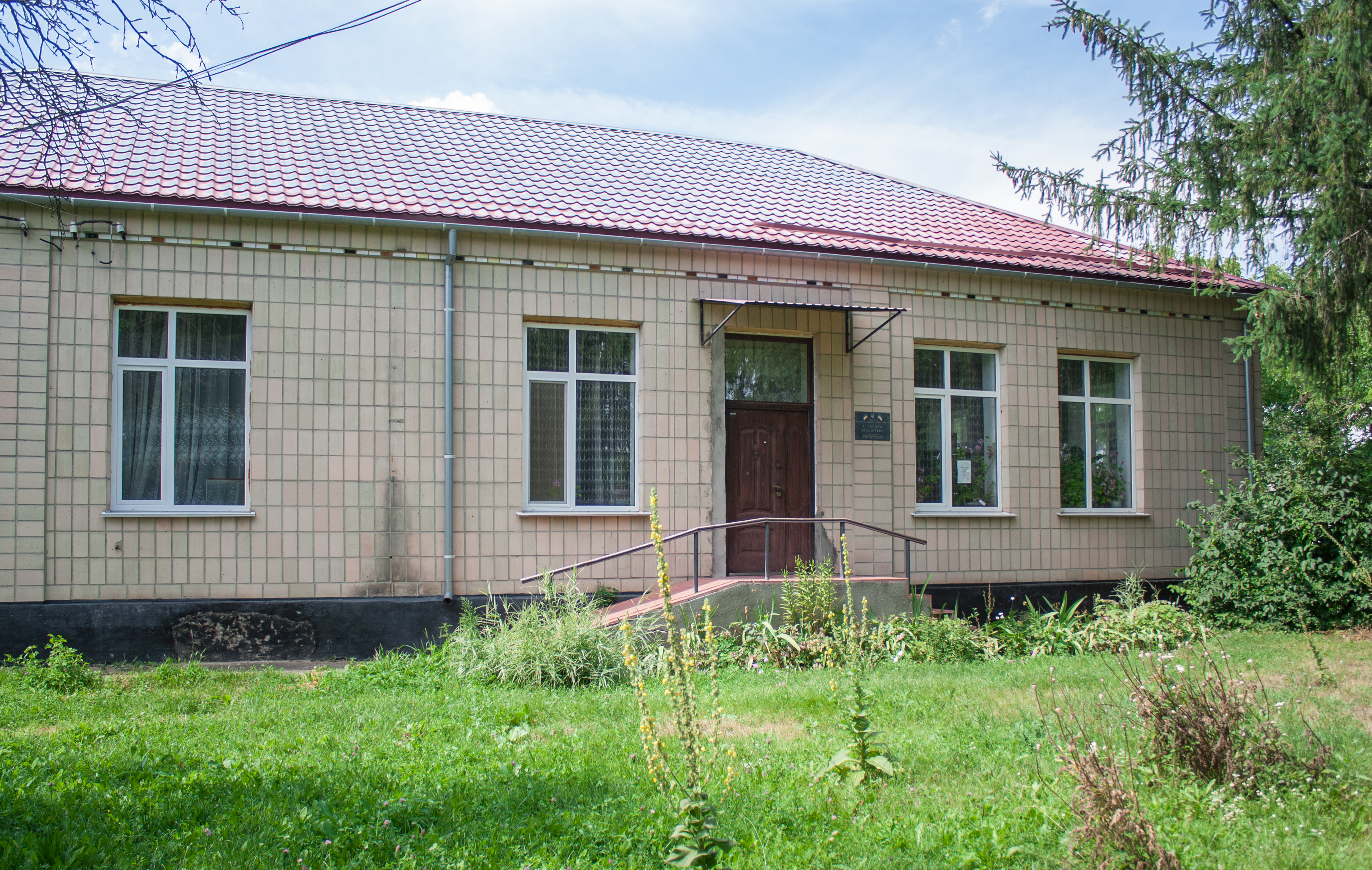
Бібліотека
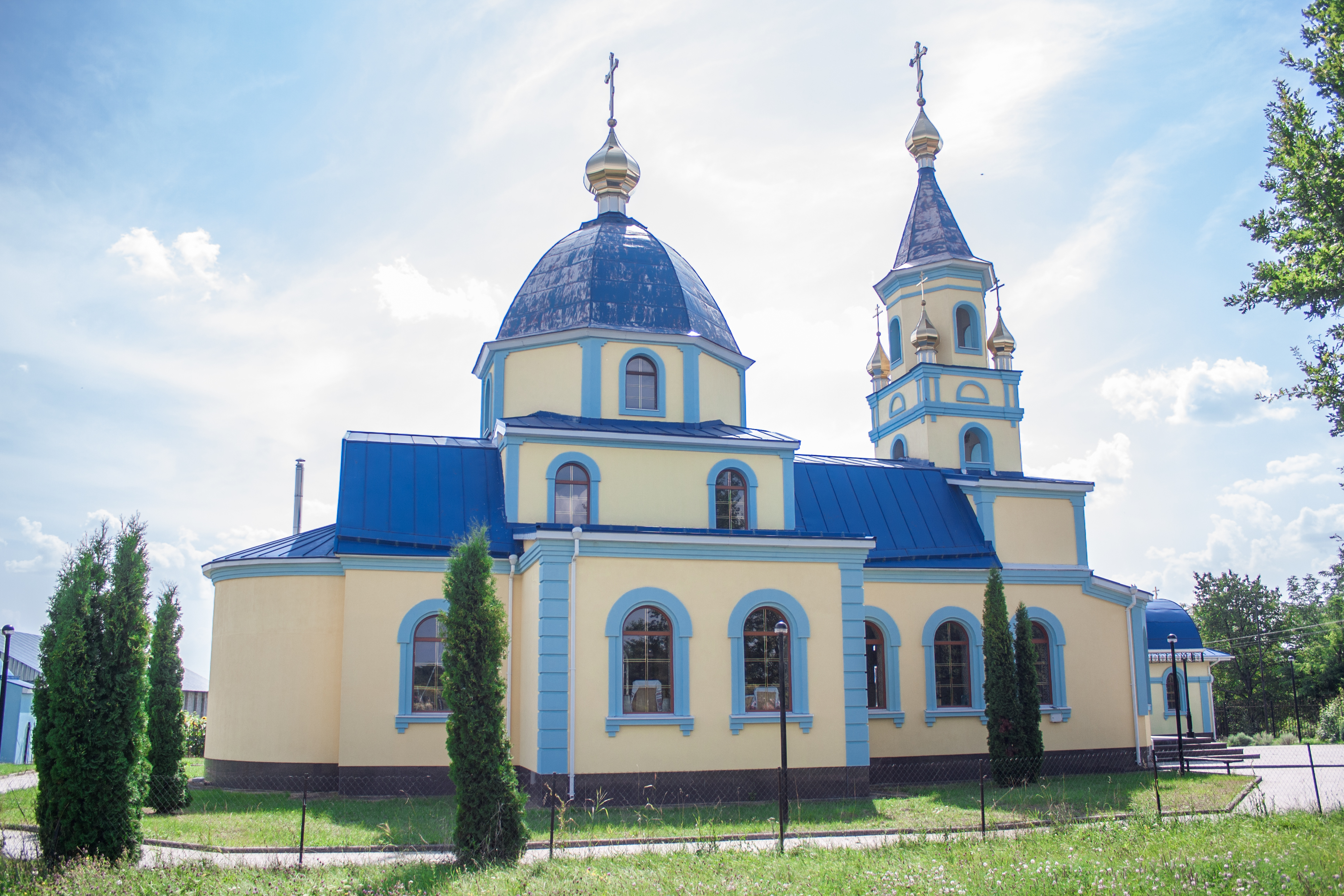
Церква
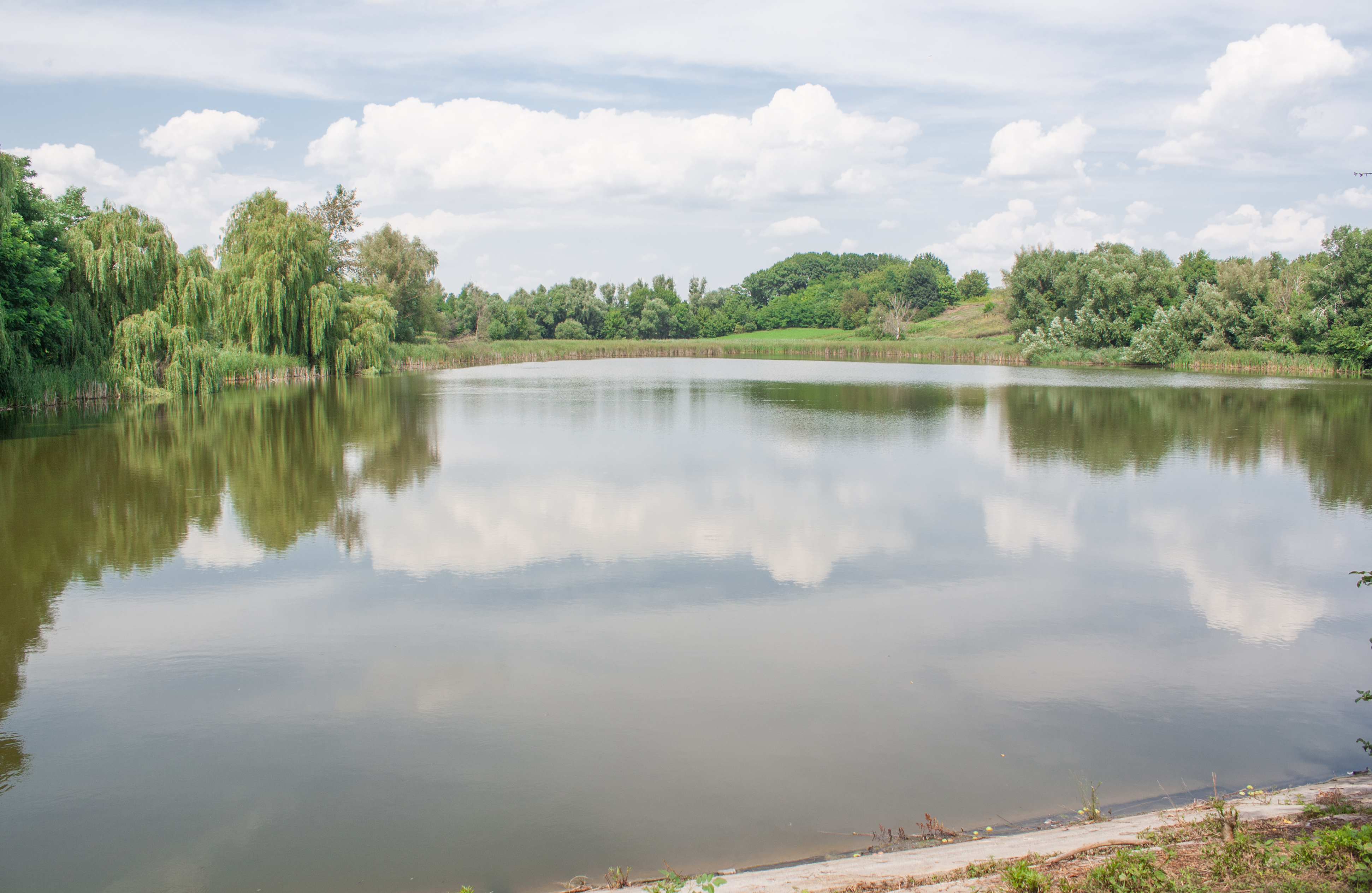
Ставок
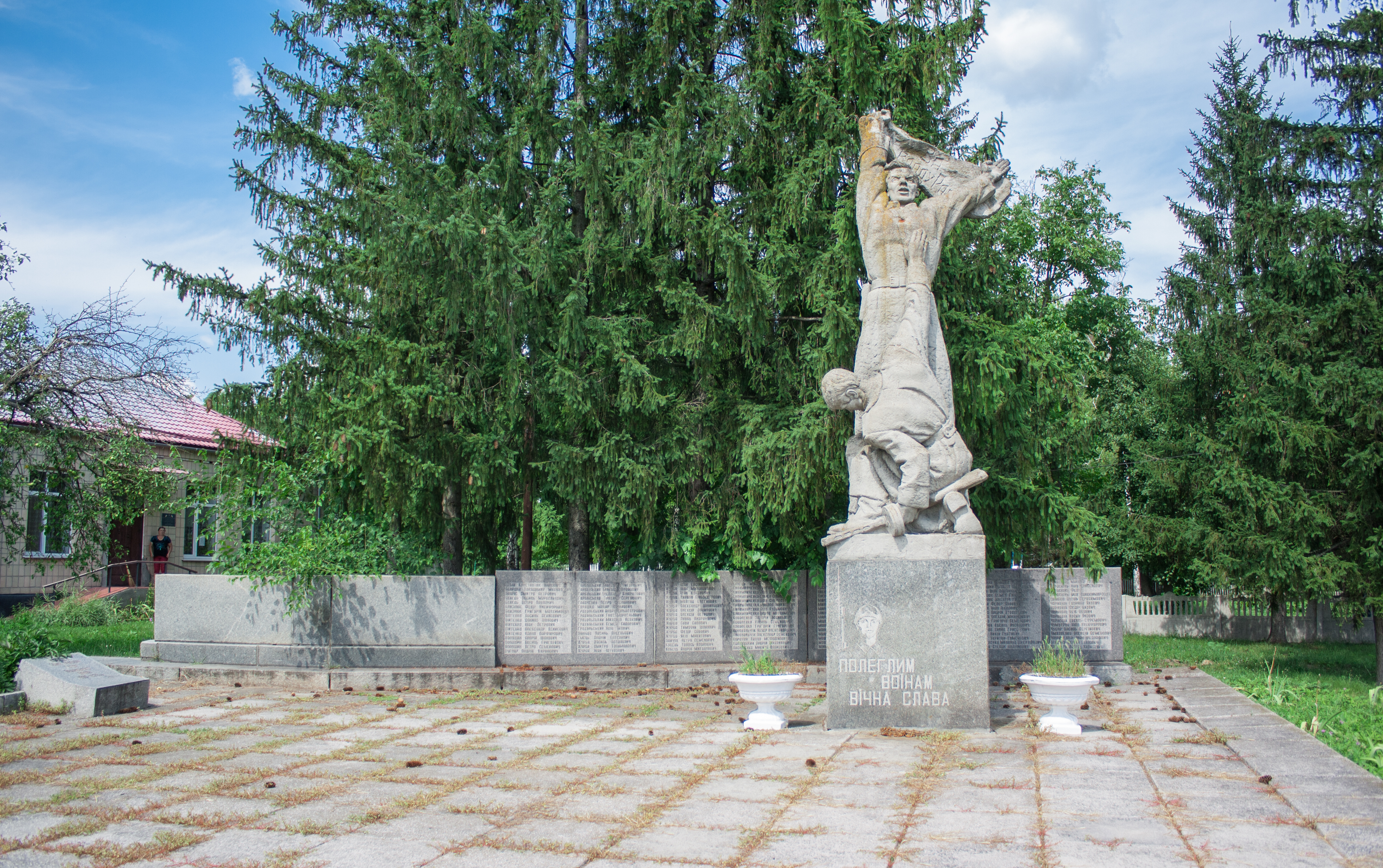
Пам'ятник воїнам-односельцям
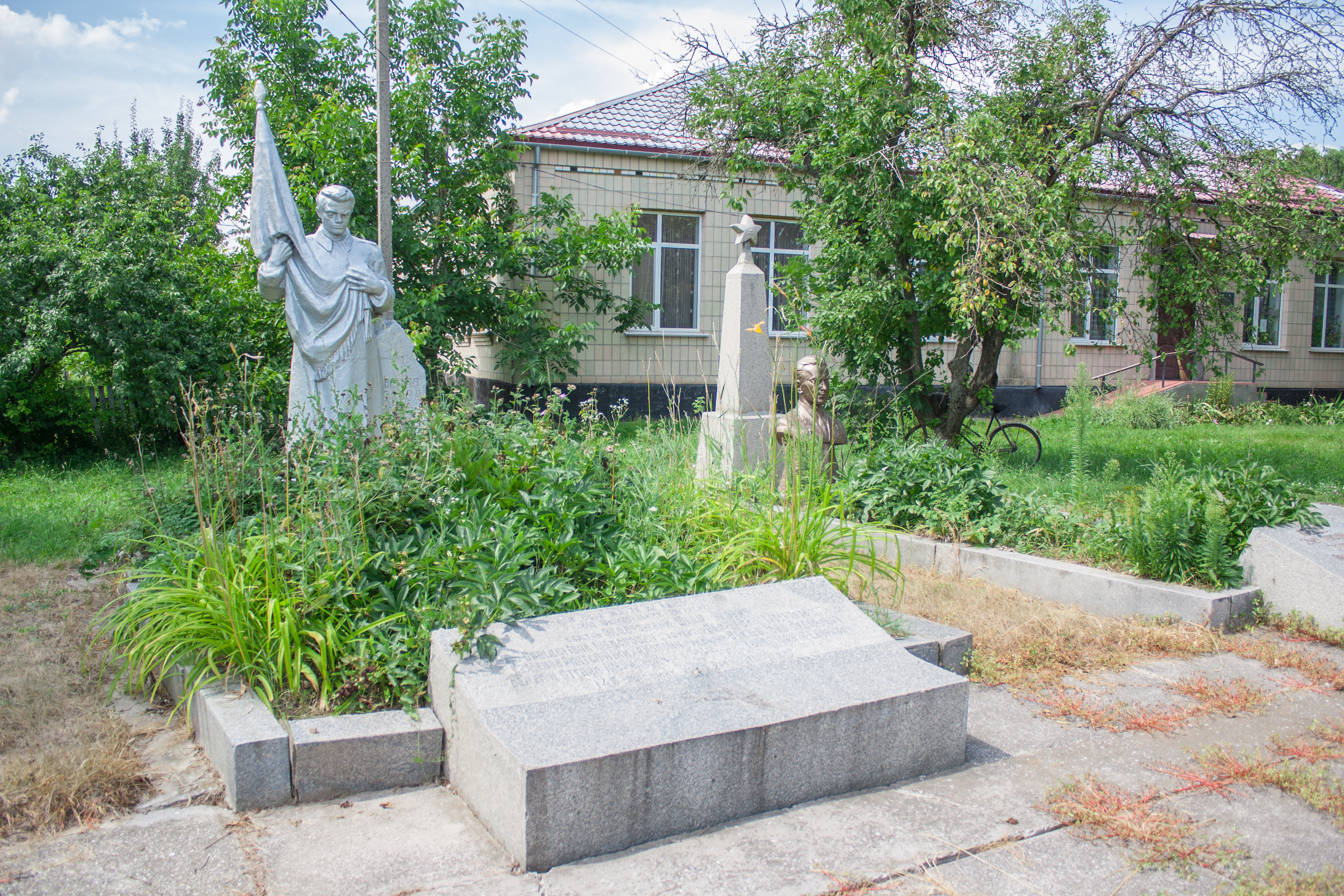
Братська могила радянських воїнів
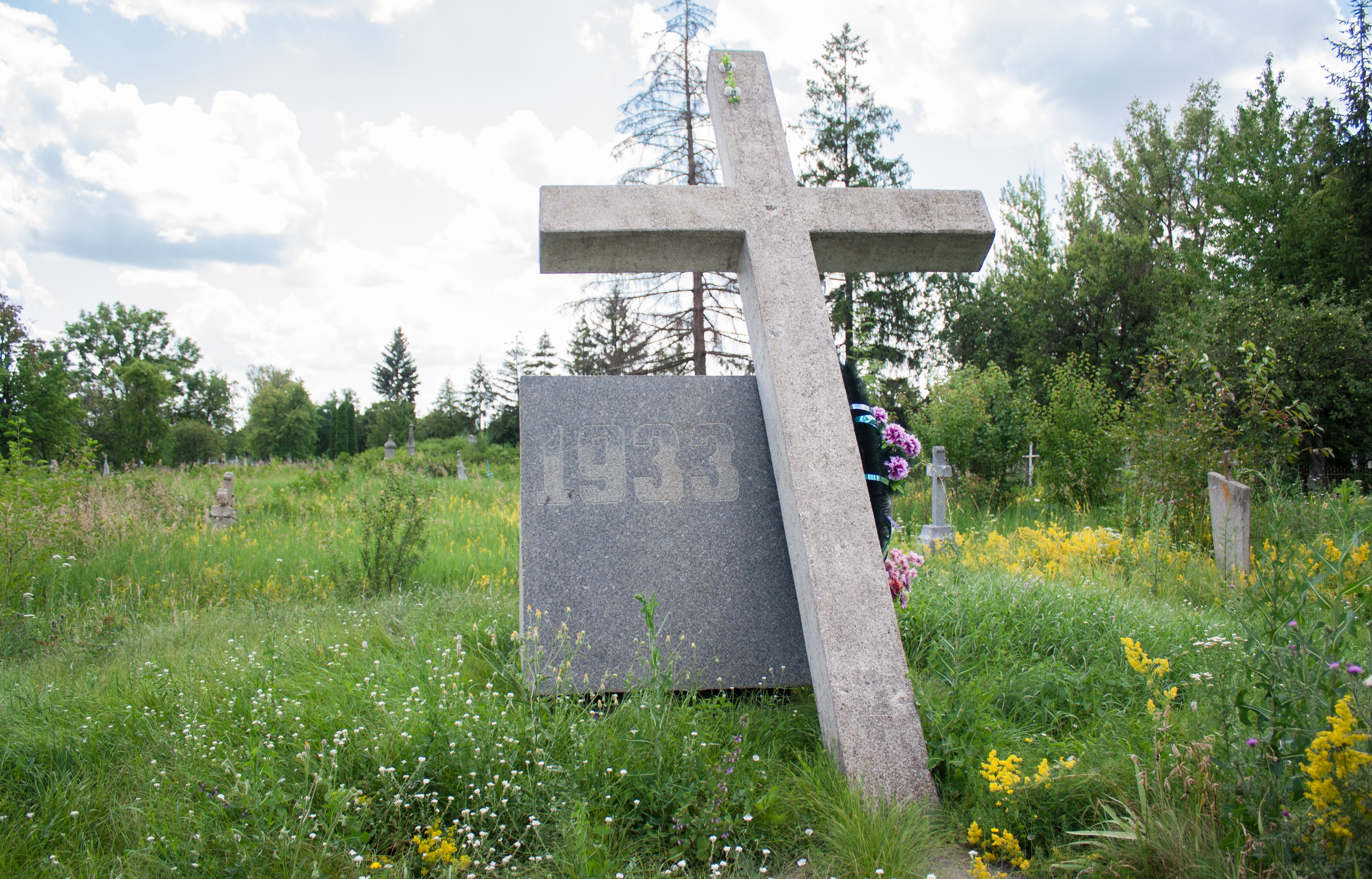
Пам'ятний знак жертвам Голодомору